# Калюжный, Степан Андреевич
Степан Андреевич Калюжный — советский хозяйственный, государственный и политический деятель, Герой Социалистического Труда.

## Биография
Родился в 1923 году в селе Тарапатино. Член КПСС.
Участник Великой Отечественной войны в составе отряда ОСНАЗ ЮЗФ, командир отделения разведки 14-й батареи 48-й гв. абр 1-го БелФ. С 1946 года — на хозяйственной, общественной и политической работе. В 1946—1980 гг. — учитель, редактор районной газеты, секретарь Лемешкинского райкома КПСС, председатель колхоза имени Ленина Руднянского района Волгоградской области.
Указом Президиума Верховного Совета СССР от 8 апреля 1971 года присвоено звание Героя Социалистического Труда с вручением ордена Ленина и золотой медали «Серп и Молот».
Делегат XXIV съезда КПСС.
Умер в Руднянском районе в 1980 году.